# Софора

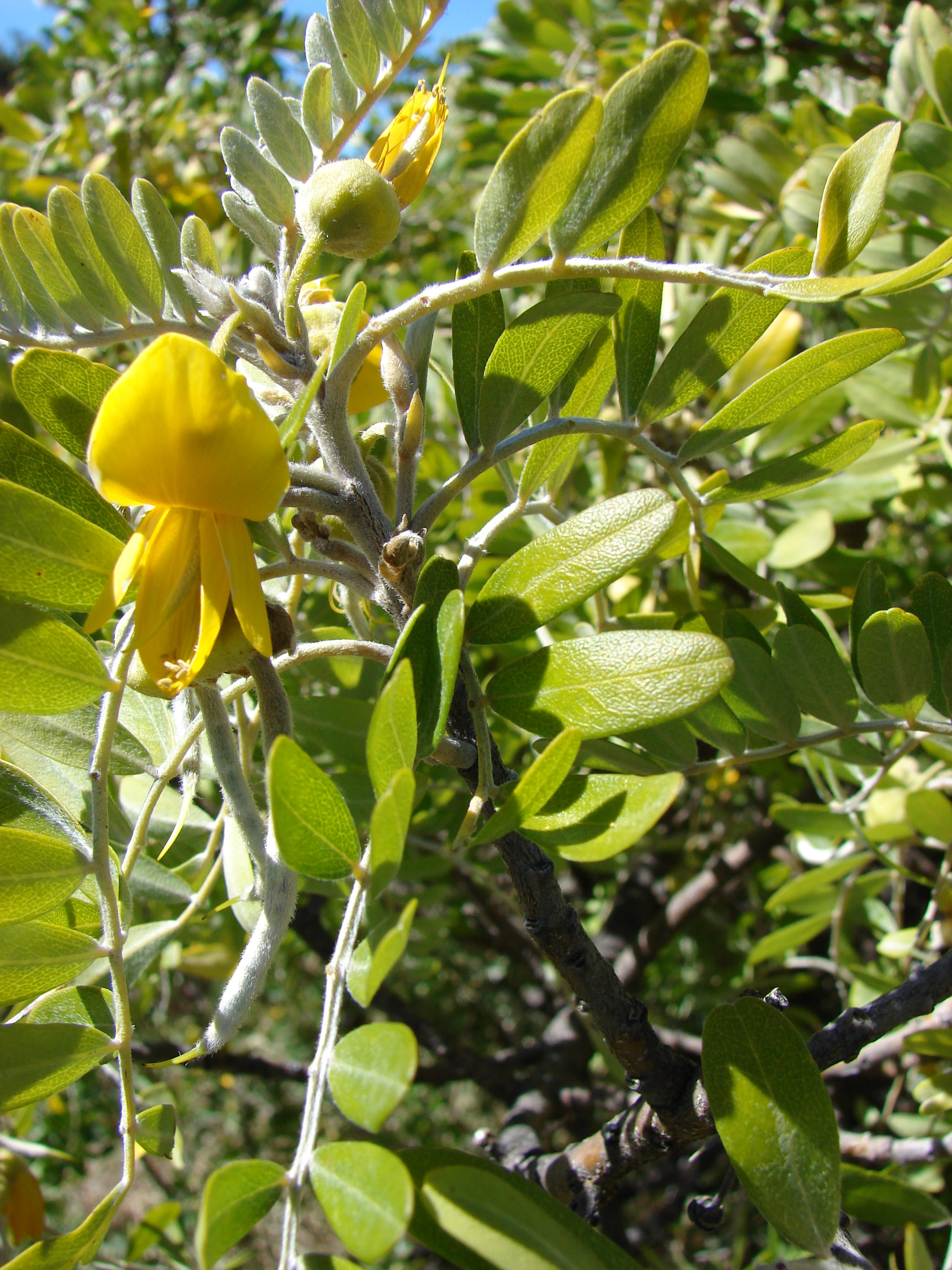

Софо́ра (Sophóra) — рід рослин родини бобові (Fabaceae), включає
понад 62 виду невеликих дерев і кущів.

## Поширення
Види цього роду ростуть в Південно-Східній Європі, Південній Азії, в Австралії, на островах Тихого океану і на сході Південної Америки.
У Новій Зеландії ростуть ряд видів софори, що об'єднані під спільною назвою «Kowhai». Це вісім видів:
- Sophora chathamica
- Sophora fulvida
- Sophora godleyi
- Sophora longicarinata
- Sophora microphylla
- Sophora molloyi
- Sophora prostrata
- Sophora tetraptera

із котрих вид Sophora microphylla Sophora microphylla розповсюджена більше всього.
Sophora toromiro Sophora toromiro насамперед був широко розповсюдженим деревом у лісах на сході острова Пасхи. Дерево активно вирубалося на острові до XVIII століття і після цього стало вимираючим видом. Зараз дерево повторно розповсюджується на острові в ході наукового проекту, що частково супроводжується Королівськими ботанічними садами в К'ю і ботанічним садом Гьотеборга, де стали розмножувати рослини із 1960 року із екземплярів, зібранних Туром Хейердалом.
Sophora macrocarpa Sophora macrocarpa — невелике дерево, розповсюджене в чилійському ісп. Matorral, в центральному Чилі.
У колишньому СРСР рід софора представлено 3 трав'янистими видами, що ростуть на півдні Західного Сибіру, Середньої Азії і в Східному Сибіру, а також на території Монголії і Китаю. Це софора лисохвосна, софора жовтувата і софора товстоплідна. Усі вони є злісними бур'янами і розповсюджуються з неймовірною швидкістю, освоюючи все нові території. На Алтай вони можуть проникати, як із боку Казахстану, так і з Монголії і Китаю.
Усі три види відносяться до отруйних рослин і містять алкалоїди от 2,5 до 3 %, головний із них — пахікарпін.
Софори — шкідливі і небезпечні бур'яни. Борошно із зерна, засміченого насінням софори, стає отрутою (Землинский, 1958).

## Таксономія
Рід раніше був більш поширеним, включав багато інших видів, що включені тепер в інші роди, такі як Styphnolobium Styphnolobium (див. Софора японська), що відрізняється недостатньою азотфіксацією бактерій на коренях і CaliaCalia. Рід Styphnolobium має галактоманнани як резервні полісахариди, на відміну від роду Софора (Sophora), що містить арабино-галактани, і роду Calia, що містить амілоїди.
Деякі види із вказанням оселища:
- Sophora albescens (Rehder) C.Y.Ma
- Sophora alopecuroides L. — Софора лисохвосна [syn. Vexibia alopecuroides (L.) Yakovlev — Вексібія лисохвостна]. Монголія.
- Sophora cassioides (Phil.) Sparre. Острів Пасхи, Чилі.
- Sophora chathamica Cockayne[3]. Нова Зеландія (Kowhai, coastal kowhai).
- Sophora chrysophylla (Salisb.) Seem. — Софора золотистолистна. Гаваї.
- Sophora davidii Kom. ex Pavol.[4] [syn. Sophora viciifolia Hance — Софора виколистна]. Китай.
- Sophora denudata Bory[5]. Реюньйон.
- Sophora fernandeziana (Phil.) Skottsb.[6]. Чилі, Острова Хуан-Фернандес.
- Sophora flavescens Aiton — Софора жовтувата. Сибір.
- Sophora fulvida (Allan) Heenan & de Lange[7]. Нова Зеландія.
- Sophora godleyi Heenan & de Lange Нова Зеландія.
- Sophora howinsula (Oliv.) P.S.Green Лорд-Хау
- Sophora inhambanensis Klotzsch
- Sophora koreensis Nakai Корея.
- Sophora lehmannii (Bunge) Kuntze [syn. Ammothamnus lehmannii Bunge]. Таджикистан, Туркменістан, Узбекистан.
- Sophora longicarinata G.Simpson & J.S.Thomson Нова Зеландія.
- Sophora macrocarpa Sm.. Чилі.
- Sophora masafuerana (Phil.) Skottsb.[8]. Чилі, Острова Хуан-Фернандес.
- Sophora microphylla Aiton — Софора мілколисна. Нова Зеландія.
- Sophora mollis (Royle) Graham ex Baker
- Sophora molloyi Heenan & de Lange Нова Зеландія.
- Sophora moorcroftiana Benth.
- Sophora nuttalliana B.L.Turner
- Sophora pachycarpa Schrenk ex C.A.Mey. — Софора товстоплода. Іран, Казахстан, Киргизстан.
- Sophora prazeri Prain [syn. Sophora bhutanica H.Ohashi]
- Sophora prostrata Buchanan Нова Зеландія.
- Sophora stenophylla A.Gray
- Sophora tetraptera J.F.Mill. — Софора чотирикрила. Нова Зеландія.
- Sophora tomentosa L. тропічний вид.
- Sophora toromiro (Phil.) Skottsb.[9]. Острів Пасхи.
- Sophora tonkinensis Gagnep.
- Sophora velutina Lindl. Африка, Індія, Китай, Філіппіни.
- Sophora violacea Thwaites

## Хімічний склад
У рослинах цього роду знаходиться маакіаїн — флавоноїд із групи птерокарпанів, що має фунгіцидні якості.

## Значення і застосування

### У медицині
У медицині використовуються листя, квіткові бруньки (бутони), плоди і насіння.
Листя містить алкалоїд цитизін. Бутони і плоди містять рутин (8—30 %), кверцетин, софорафлавонолозид, софорикозид, софорабіозид, D-маакіаїн глікозид, DL-маакиан. Насіння містять жирні олії, лінолеву кислоту.